# Тропа святого Сильвестра

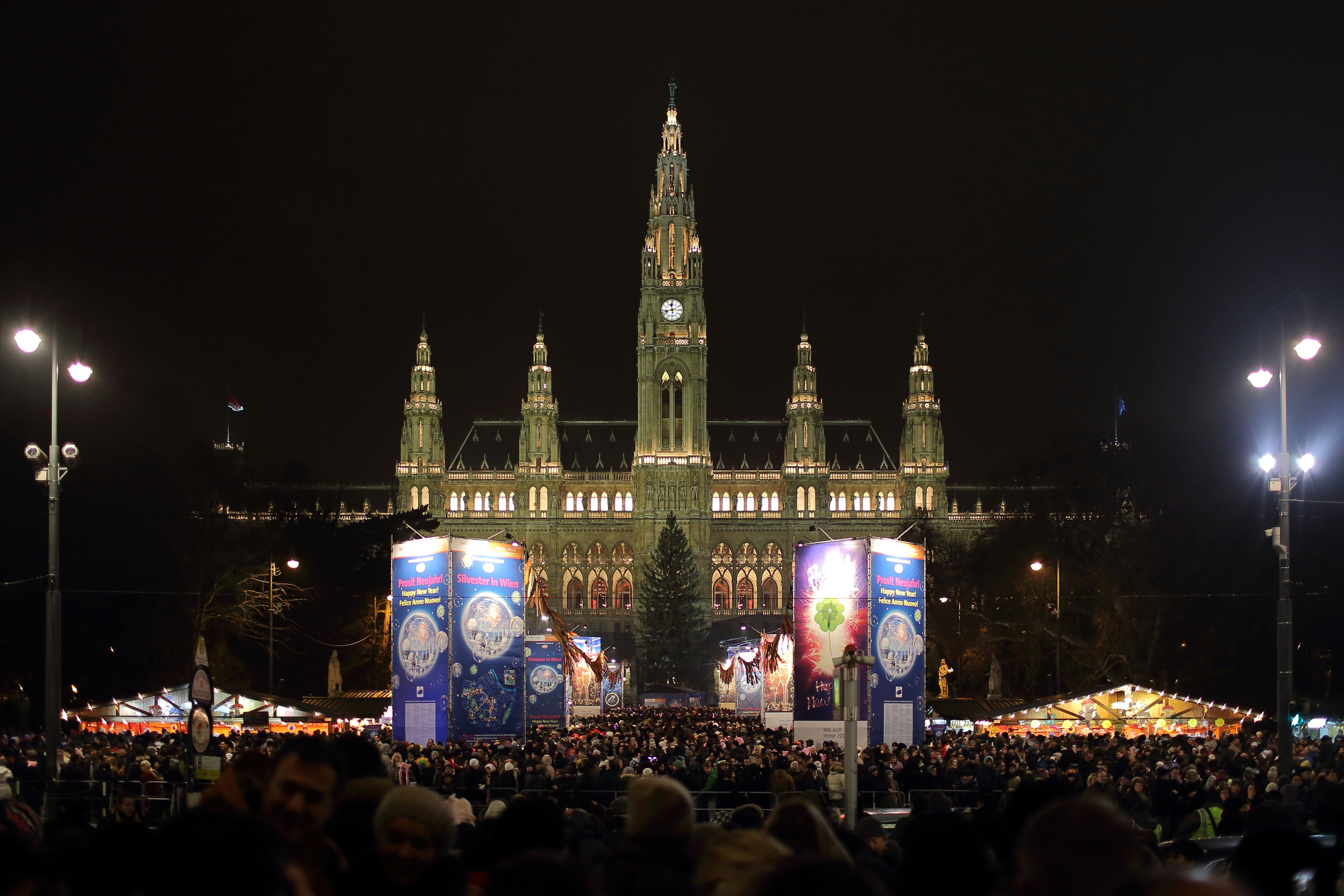
Венская ратуша на «Тропе святого Сильвестра»

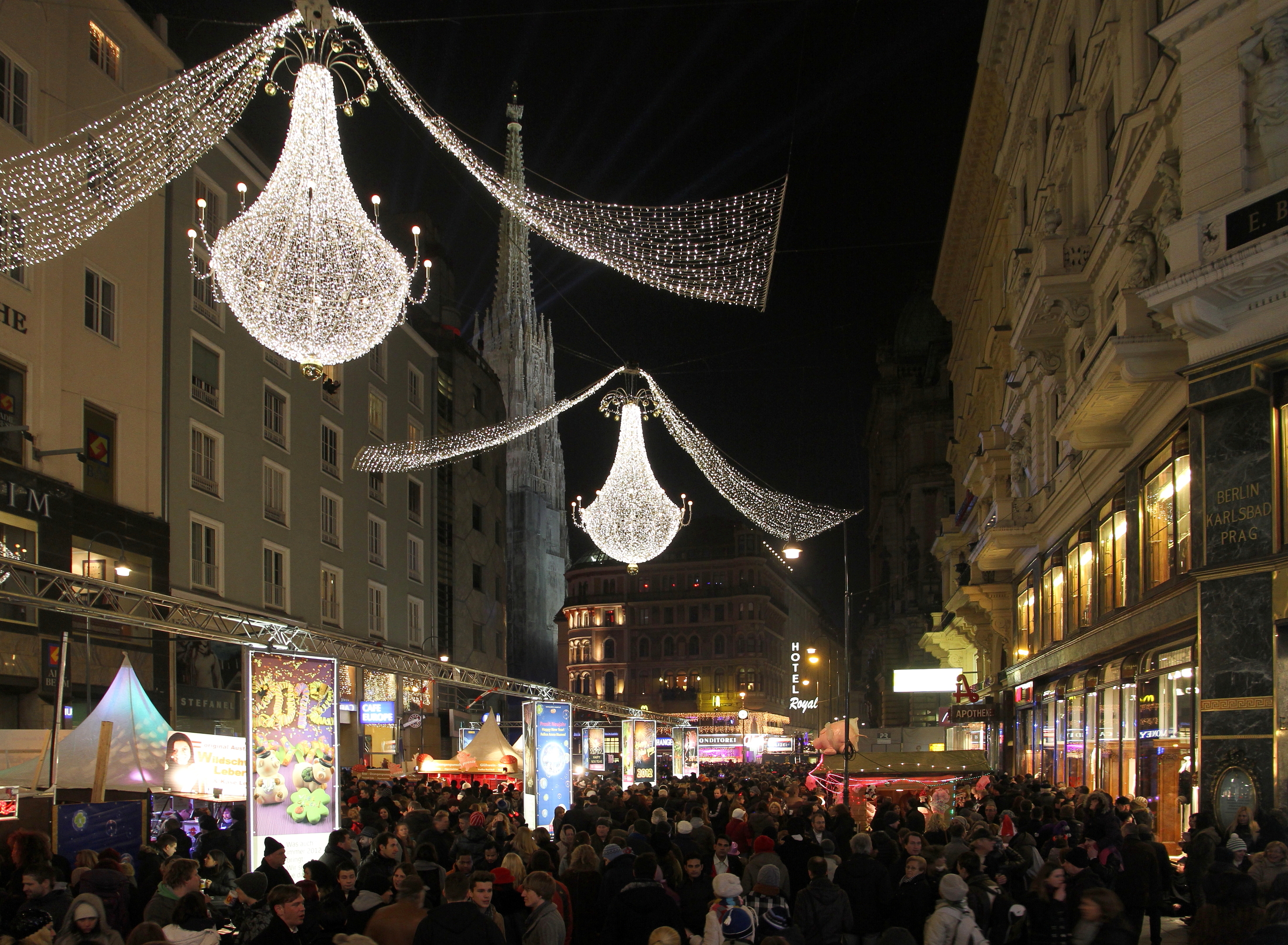
Грабен в праздничной иллюминации

«Тропа святого Сильвестра» («Сильве́стерпфад» нем. Silvesterpfad) — венский новогодний городской фестиваль под открытым небом в День святого Сильвестра, канун Нового года. Первая «Тропа святого Сильвестра» длиной в два километра по самым красивым улицам в центре австрийской столицы с многочисленными праздничными локациями была проложена объединёнными усилиями городских властей и столичной туристической организации к празднованию 1991 года. Программа «Тропы святого Сильвестра» была отменена в 2020 и 2021 годах в связи с пандемией COVID-19.
В канун Нового 2020 года в Вене состоялась юбилейная 30-я «Тропа» под девизом «Вена объединяет», собравшая более 800 тыс. человек. К празднованию Нового года под мероприятия фестиваля было обустроено около 50 тыс. м², в том числе десять концертных площадок площадью до 80 метров в центре и по одной в филиалах — Пратере и Асперне, 70 предприятий общественного питания, большие светодиодные экраны на площади у Венской ратуши и у собора Святого Стефана.
По сложившейся традиции «Тропа святого Сильвестра» открывается 31 декабря в 14:00 и продолжается в течение двенадцати часов. В меню развёрнутых киосков уличного питания закуски, горячие супы и гуляш, сосиски, кайзершмаррн, сильвестровские пончики, игристое вино, пунш и глинтвейн и другие горячие и горячительные напитки. Программа «Тропы» в 2019 году предусматривала разнообразные детские мероприятия на Фрайунге, выступления музыкальных коллективов и диджеев на площади Ам-Хоф и улице Кернтнерштрассе, бесплатные уроки венского вальса на Грабене, трансляцию традиционной в Новый год оперетты И. Штрауса «Летучей мыши» из Венской оперы на площади Караяна, зону знакомств «Друзья в Вене» с бесплатным шампанским на площади между кафе «Ландтман» и Бургтеатром и «Улицу удачи» на Тайнфальтштрассе с магическими предсказаниями и карточными гаданиями. Кульминация празднеств — традиционные бой знаменитого Пуммерина на соборе Святого Стефана, праздничный салют на ратушной площади и вальсирование под классический «Дунайский вальс». В 2020 году новогодний салют был отменён по погодным условиям из-за резкого порывистого ветра.